# Studente

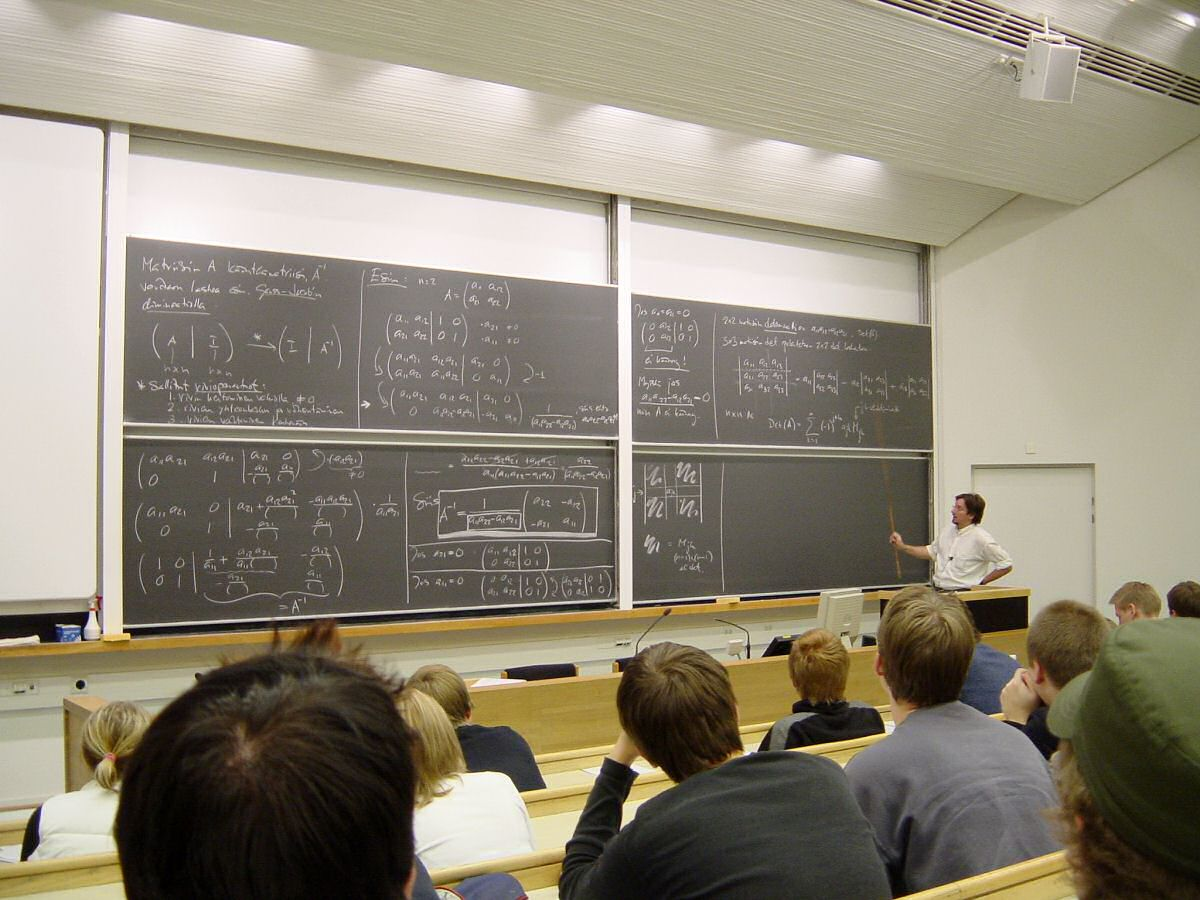
Studenti che seguono una lezione al Politecnico di Helsinki

Lo studente è colui che è regolarmente iscritto a una scuola o un'università, all'interno di un corso di studi proposto dalla stessa, sulla base di un progetto educativo finalizzato all'apprendimento di una o più materie.

## Descrizione

### Origine del termine
La parola deriva dal verbo latino studeo, che in italiano significa "studiare". Il termine studente può essere, inoltre, riferito ai soli studenti universitari. In molti paesi l'uso del appellativo studente è riservato alle persone impegnate negli studi superiori, distinguendosi dallo scolaro riferito a coloro che frequentano la scuola elementare.

### Collocazione nella società
Gli studenti si sono spesso distinti nella storia sociale mondiale come un corpo unico dotato di caratteristiche specifiche in grado di condizionare la società. La soggettività studentesca ha cominciato ad esprimersi negli anni sessanta fino ad esplodere con il movimento del '68.
La costituzione di assemblee giovanili di partito aveva cominciato a portare a forme di conflittualità generazionale all'interno degli stessi partiti e, attraverso il movimento studentesco, gli studenti erano diventati un corpo sociale con specifiche rivendicazioni che riguardavano l'intera società, mantenendo, tuttavia, una particolare attenzione per le tematiche inerenti alla scuola.

### In Italia
Oggi gli studenti sono spesso organizzati in organizzazioni studentesche o collettivi come l'Unione degli Studenti e l'Unione degli Universitari nelle varie consulte provinciali degli studenti, nei collettivi studenteschi. Altri movimenti studenteschi di fama sono Pantera e Onda. Gli studenti universitari italiani possono usufruire dell'alloggio presso la casa dello studente.

### In Europa
Associazioni studentesche europee importanti e di fama sono: OBESSU e l'Association des Etats Généraux des Etudiants de l'Europe. Diffuso inoltre in tutta Europa il Progetto Erasmus.

### Ricorrenze
Agli studenti è dedicata la giornata internazionale degli studenti, che ricorre il 17 novembre.